# BREEAM

Logotip de BREEAM.

BREEAM (Building Research Establishment Environmental Assessment Method), publicat per primera vegada pel Building Research Establishment (BRE) l'any 1990, és el mètode més establert del món per avaluar, qualificar i certificar la sostenibilitat dels edificis. Més de 550.000 edificis han estat "certificats per BREEAM" i més de dos milions estan registrats per a la certificació en més de 50 països d'arreu del món. BREEAM també disposa d'una eina centrada en el desenvolupament del barri.
BREEAM és una avaluació realitzada per avaluadors independents amb llicència que utilitzen mètriques i índexs de sostenibilitat amb base científica que cobreixen una sèrie de qüestions ambientals. Les seves categories avaluen l'ús de l'energia i l'aigua, la salut i el benestar, la contaminació, el transport, els materials, els residus, l'ecologia i els processos de gestió. Els edificis estan qualificats i certificats en una escala de "Aprovat", "Bé", "Molt bé", "Excel·lent" i "Excel·lent".
Treballa per conscienciar els propietaris, ocupants i dissenyadors dels avantatges d'adoptar un enfocament sostenible, proporcionant un marc que els ajudi a adoptar solucions sostenibles amb èxit d'una manera rendible i proporciona un reconeixement al mercat dels seus assoliments. Pretén reduir els efectes negatius de la construcció i el desenvolupament sobre el medi ambient.
BREEAM inclou diverses categories generals de sostenibilitat per a l'avaluació:
- Gestió
- Energia
- Salut i benestar
- Transport
- Aigua
- Materials
- Malbaratament
- Ús del sòl i ecologia
- Pol·lució

BREEAM s'utilitza en més de 70 països, i diversos a Europa han anat més enllà per desenvolupar esquemes BREEAM específics per a cada país operats per Operadors d'Esquemes Nacionals (NSO).